# گرگ براون (بازیکن فوتبال، زاده ۱۹۶۲)
گرگ براون (انگلیسی: Greg Brown؛ زادهٔ ۲۹ ژوئیهٔ ۱۹۶۲) بازیکن فوتبال اهل استرالیا است.
از باشگاه‌هایی که در آن بازی کرده‌است می‌توان به باشگاه فوتبال پوهانگ استیلرز، باشگاه فوتبال هاید، باشگاه فوتبال استالی‌بریج سلتیک، و باشگاه فوتبال ساوتپورت اشاره کرد.
وی همچنین در تیم‌های ملی فوتبال نیوزیلند و استرالیا بازی کرده‌است.